# Edmund H. North
Pour les articles homonymes, voir North.
Edmund Hall North est un scénariste américain né le 12 mars 1911 à New York (État de New York) et mort le 28 août 1990 à Santa Monica (Californie).

## Biographie
Edmund Hall North naît à Manhattan d'une famille d'acteurs, Robert North et Stella Maury, qui ont joué notamment dans les Ziegfeld Follies. Au cours de sa prime enfance, il accompagne ses parents en tournée jusqu'à ce que son père décide d'arrêter et de se tourner vers le cinéma,.
Il commence à écrire alors qu'il est à la Culver Military Academy dans l'Indiana, puis à l'Université Stanford,.
Il a joué un rôle très actif dans la Writers Guild of America,.

## Filmographie

### Cinéma
- 1934 : Une nuit d'amour de Victor Schertzinger
- 1935 : Griseries (I Dream Too Much) de John Cromwell
- 1935 : Sa Majesté s'amuse (All the King's Horses), de Frank Tuttle
- 1936 : Bunker Bean (en) de William Hamilton et Edward Killy
- 1936 : Murder on a Bridle Path (en) de William Hamilton et Edward Killy
- 1937 : L'Entreprenant Monsieur Petrov de Mark Sandrich
- 1940 : I'm Still Alive (en) de Irving Reis
- 1947 : La Femme déshonorée de Robert Stevenson
- 1949 : La Fille du désert de Raoul Walsh
- 1949 : Boulevard des passions de Michael Curtiz
- 1950 : Le Violent de Nicholas Ray
- 1950 : La Femme aux chimères de Michael Curtiz
- 1951 : Le Jour où la Terre s'arrêta de Robert Wise
- 1951 : Fort Invincible de Gordon Douglas
- 1952 : Les Bannis de la Sierra de Joseph M. Newman
- 1954 : Le Nettoyeur de George Marshall
- 1955 : Horizons lointains de Rudolph Maté
- 1956 : Le Shérif de Robert D. Webb
- 1958 : Cow-boy de Delmer Daves
- 1958 : Madame et son pilote de Jack Arnold
- 1960 : Coulez le Bismarck ! de Lewis Gilbert
- 1961 : The Fiercest Heart de George Sherman
- 1962 : Les Mutinés du Téméraire de Lewis Gilbert
- 1969 : Le Raid suicide du sous-marin X1 de William A. Graham
- 1970 : Patton de Franklin J. Schaffner
- 1979 : Meteor de Ronald Neame
- 2008 : Le Jour où la Terre s'arrêta de Scott Derrickson, réutilisation du scénario de 1951

### Télévision
- 1965 : The Rogues (1 épisode)
- 1964 : 12 O'Clock High (1 épisode)
- 1973 : Murdock's Gang (téléfilm)
- 1972 : Insight (1 épisode)
- 1972 : Fireball Forward (téléfilm)

## Récompenses
- Oscars du cinéma 1971 : Oscar du meilleur scénario original pour Patton, conjointement avec Francis Ford Coppola
- Writers Guild of America Awards
  - 1967 : Valentine Davies Award
  - 1971 : Meilleur scénario original pour Patton, conjointement avec Francis Ford Coppola
  - 1975 : Morgan Cox Award